# Enna rioja
Espèce
Enna rioja est une espèce d'araignées aranéomorphes de la famille des Trechaleidae.

## Distribution
Cette espèce est endémique de la région de San Martín au Pérou,.

## Étymologie
Son nom d'espèce lui a été donné en référence au lieu de sa découverte, la province de Rioja.

## Publication originale
- Silva, 2013 : A new Peruvian species of Enna (Araneae, Lycosoidea, Trechaleidae). Zootaxa, no 3701(4), p. 467-470.